# Ozero Semilovo
Ozero Semilovo är en saltsjö i Kazakstan. Den ligger i den norra delen av landet, 500 km nordväst om huvudstaden Astana. Arean är 8,4 kvadratkilometer.